# Мартін Сольвейг
Мартін Піканде (Martin Picandet), більш відомий під сценічним псевдонімом Мартін Сольвейг (Martin Solveig) — французький DJ електронної музики та продюсер з Парижа. Він також веде щотижневе радіо-шоу «C 'est La Vie» на станціях у всьому світі, включаючи FG DJ Radio у себе на батьківщині. Власник лейблу Mixture Stereophonic.

## Біографія
Народився 22 вересня 1976. Псевдонім Мартін Сольвейг узяв в данину поваги французькій актрисі Сольвейг Доммартен. У 21 рік він скористався стажуванням під час навчання в бізнес-школі щоб заснувати свій власний лейбл, Mixture Stereophonic.
Перший трек «Heart of Africa», для якого він черпав натхнення від «дзвінкого» голосу вчителя англійської мови, був проданий накладом 10000 екземплярів і привернув увагу зокрема Боба Сінклара, який попросив Мартіна приєднатися до проекту «Africanism». В рамках цього проекту колектив випустив «Edony», що привернув увагу групу продюсерів з Франції, яка увірвалася на світовий ринок.
Найбільшого успіху досяг сингл "Hello", випущений 2010 року. Ця композиція посіла перші сходинки Австрії, Бельгії та Нідерландів.  

## Дискографія

### Студійні альбоми
| Рік запису | Альбом                                                                                             | Максимальні позиції в чарті | Максимальні позиції в чарті | Максимальні позиції в чарті | Максимальні позиції в чарті |
| Рік запису | Альбом                                                                                             | FRA                         | BEL (FLA)                   | BEL (WAL)                   | SWI                         |
| ---------- | -------------------------------------------------------------------------------------------------- | --------------------------- | --------------------------- | --------------------------- | --------------------------- |
| 2002       | Sur la Terre - Перший студійний альбом - Випущений: 2002                                           | —                           | —                           | —                           | —                           |
| 2003       | Suite - Другий студійний альбом - Випущений: 2003                                                  | 84                          | —                           | —                           | —                           |
| 2005       | Hedonist - Третій студійний альбом - Випущений: 2005                                               | 43                          | —                           | 99                          | —                           |
| 2008       | C'est La Vie - Четвертий студійний альбом - Випущений: 2008                                        | 16                          | 99                          | 23                          | 59                          |
| 2011       | Smash - П'ятий студійний альбом - Випущений: 6 червня, 2011 - Звукозаписна студія: Mercury Records | _                           | _                           | _                           | _                           |

### Збірники
| Рік запису | Альбом                                  | Максимальні позиції в чарті | Максимальні позиції в чарті | Максимальні позиції в чарті |
| Рік запису | Альбом                                  | FRA                         | BEL (WAL)                   | SWI                         |
| ---------- | --------------------------------------- | --------------------------- | --------------------------- | --------------------------- |
| 2006       | So Far - Перша збірка - Випущений: 2006 | 38                          | 100                         | 85                          |

### Сингли
| Рік запису                                                                                  | Назва                               | Максимальна позиція в чарті | Максимальна позиція в чарті | Максимальна позиція в чарті | Максимальна позиція в чарті | Максимальна позиція в чарті | Максимальна позиція в чарті | Максимальна позиція в чарті | Максимальна позиція в чарті | Максимальна позиція в чарті | Максимальна позиція в чарті | Максимальна позиція в чарті | Сертифікаційні нагороди                        | Альбом       |
| Рік запису                                                                                  | Назва                               | FRA                         | AUS                         | AUT                         | BEL (FL)                    | CAN                         | BEL (WA)                    | NET                         | NZ                          | SWI                         | UK                          | US                          | Сертифікаційні нагороди                        | Альбом       |
| ------------------------------------------------------------------------------------------- | ----------------------------------- | --------------------------- | --------------------------- | --------------------------- | --------------------------- | --------------------------- | --------------------------- | --------------------------- | --------------------------- | --------------------------- | --------------------------- | --------------------------- | ---------------------------------------------- | ------------ |
| 2003                                                                                        | «Madan» (vs. Salif Keita)           | 37                          | —                           | —                           | —                           | —                           | 64                          | 87                          | —                           | 66                          | —                           | —                           |                                                | Sur La Terre |
| 2003                                                                                        | «Rocking Music»                     | 47                          | 39                          | —                           | 54                          | —                           | 64                          | 82                          | —                           | —                           | 35                          | —                           |                                                | Sur La Terre |
| 2003                                                                                        | «Heartbeat»                         | —                           | —                           | —                           | —                           | —                           | —                           | —                           | —                           | —                           | —                           | —                           |                                                | Sur La Terre |
| 2004                                                                                        | «I'm a Good Man»                    | —                           | —                           | —                           | —                           | —                           | —                           | —                           | —                           | —                           | 57                          | —                           |                                                | Sur La Terre |
| 2005                                                                                        | «Everybody»                         | 37                          | 33                          | —                           | 28                          | —                           | 27                          | —                           | —                           | —                           | 22                          | —                           |                                                |              |
| 2006                                                                                        | «Jealousy»                          | 36                          | —                           | —                           | 30                          | —                           | 40                          | —                           | —                           | 60                          | 62                          | —                           |                                                | Hedonist     |
| 2006                                                                                        | «Something Better»                  | —                           | —                           | —                           | —                           | —                           | 64                          | —                           | —                           | —                           | —                           | —                           |                                                | Hedonist     |
| 2007                                                                                        | «Rejection»                         | 34                          | —                           | —                           | 57                          | —                           | 52                          | —                           | —                           | 55                          | —                           | —                           |                                                | Hedonist     |
| 2008                                                                                        | «C'est La Vie»                      | —                           | —                           | —                           | 53                          | —                           | 59                          | —                           | —                           | 63                          | —                           | —                           |                                                | C'est La Vie |
| 2008                                                                                        | «I Want You» (featuring Lee Fields) | 59                          | —                           | —                           | 54                          | —                           | 37                          | —                           | —                           | —                           | —                           | —                           |                                                | C'est La Vie |
| 2009                                                                                        | «One 2.3 Four»                      | —                           | —                           | —                           | 52                          | —                           | 57                          | —                           | —                           | —                           | —                           | —                           |                                                | C'est La Vie |
| 2009                                                                                        | «Boys & Girls» (включає Dragonette) | 17                          | —                           | —                           | —                           | —                           | —                           | —                           | —                           | —                           | —                           | —                           |                                                | Smash        |
| 2010                                                                                        | «Hello» (with Dragonette)           | 5                           | 13                          | 1                           | 1                           | 8                           | 2                           | 1                           | 5                           | 24                          | 13                          | 46                          | - AUS: Платиновий - ITA: Золотий - NZ: Золотий | Smash        |
| 2011                                                                                        | «Ready 2 Go» (featuring Kele)       | 20                          | —                           | 49                          | 65                          | 40                          | —                           | 45                          | 24                          | 70                          | 48                          | —                           |                                                | Smash        |
| " — " означає відсутність релізу, або просто не участь пісні в хіт парадах (е) цієї країни. |                                     |                             |                             |                             |                             |                             |                             |                             |                             |                             |                             |                             |                                                |              |

### Інші сингли
| Рік запису | Назва                                                  | Альбом       |
| ---------- | ------------------------------------------------------ | ------------ |
| 1996       | «Satisfied» (Випущений на вініловій платівці виключно) |              |
| 1999       | «Heart of Africa/Afro Deep»                            | Sur La Terre |
| 2000       | «Come with Me» (Vinyl only)                            | Sur La Terre |
| 2000       | «Destiny»                                              | Sur La Terre |
| 2000       | "Edony (Clap Your Hands) "                             | Sur La Terre |
| 2001       | «Mr. President»                                        | Sur La Terre |
| 2002       | «Linda»                                                | Sur La Terre |
| 2002       | «Someday»                                              | Sur La Terre |